# Pseudocolopteryx
Genre
Pseudocolopteryx est un genre d'oiseaux de la famille des Tyrannidés. Il se trouve à l'état naturel en Amérique du Sud,,,,.

## Liste des espèces
Selon la classification de référence du Congrès ornithologique international (version 9.1, 2019) :
- Pseudocolopteryx dinelliana — Doradite de Dinelli — Lillo, 1905
- Pseudocolopteryx sclateri — Doradite de Sclater (Oustalet, 1892)
- Pseudocolopteryx acutipennis — Doradite à ailes pointues (Sclater, PL & Salvin, 1873)
- Pseudocolopteryx flaviventris — Doradite babillarde (d'Orbigny & Lafresnaye, 1837)
- Pseudocolopteryx citreola — Doradite citréole, Doradite citrine, Doradite de Landbeck (Landbeck, 1864)